# Hoy Vann
Hoy Vann (ur. 1996) – kambodżańska zapaśniczka walcząca w stylu wolnym. Brązowa medalistka mistrzostw Azji Południowo-Wschodniej w 2022 roku.